# Paula Salgado
Paula Salgado (Covilhã, 1975) é uma bioquímica portuguesa.

## Biografia
Paula trabalhou durante dois anos no Instituto de Biologia Molecular e Celular da Universidade do Porto, faculdade onde tinha feito a sua licenciatura.
Paula Salgado fez o seu doutoramento na Universidade de Oxford, na área da Biologia Estrutural.
Atualmente exerce as funções de investigadora associada no Imperial College London.